# Gilbert Bécaud

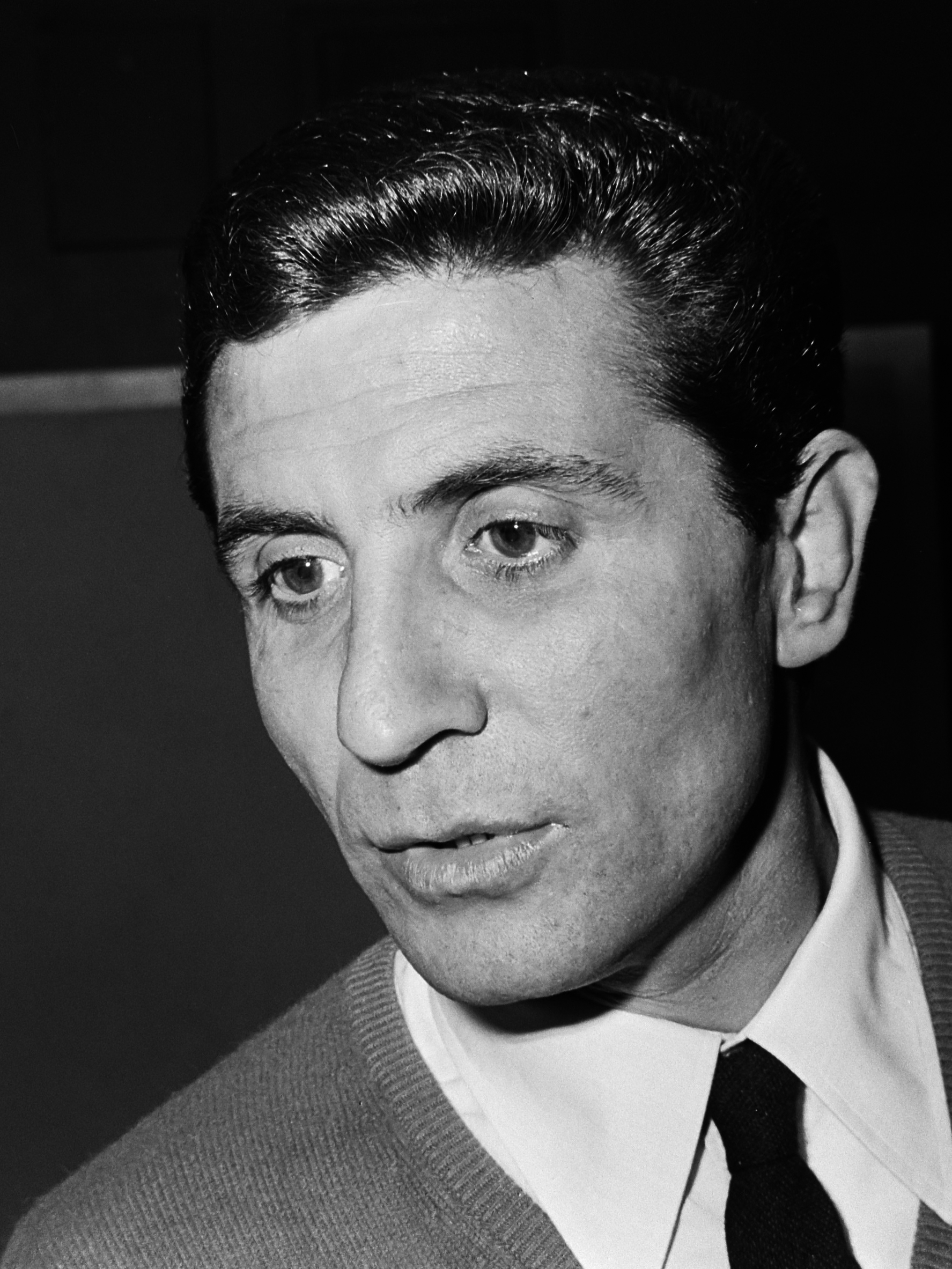
Gilbert Bécaud, 1965

Gilbert Bécaud (* 24. Oktober 1927 als François Gilbert Léopold Silly in Toulon, Frankreich; † 18. Dezember 2001 in Paris) war ein französischer Chansonnier. Er wurde wegen seines Temperaments auch „Monsieur 100.000 Volt“ genannt. Eines seiner Markenzeichen war seine weiß gepunktete Krawatte zum blauen Anzug.

## Leben
Schon als kleiner Junge lernte Bécaud Klavier spielen. Nach dem Zweiten Weltkrieg tingelte Bécaud durch elegante Nachtlokale der Rive Droite in Paris und ging von 1950 bis 1952 als Klavierbegleiter von Jacques Pills auf Amerikatournee. In dieser Zeit komponierte er seine ersten Chansons, zu denen Pills die Texte schrieb, die bald berühmt wurden und von Sängern wie Dalida (Le jour où la pluie viendra / Am Tag, als der Regen kam), Frank Sinatra, Elvis Presley (Let It Be Me), Marlene Dietrich (Marie Marie) und vielen anderen vorgetragen wurden. Auch Édith Piaf wurde auf ihn aufmerksam und bat Bécaud, ihr ein Chanson zu schreiben.
Im Jahre 1953 hatte Bécaud seinen ersten großen eigenen Erfolg. Wie Jacques Brel gelang ihm der Durchbruch im Pariser Olympia, wo er insgesamt 33 Mal auftrat, zuletzt 1999.

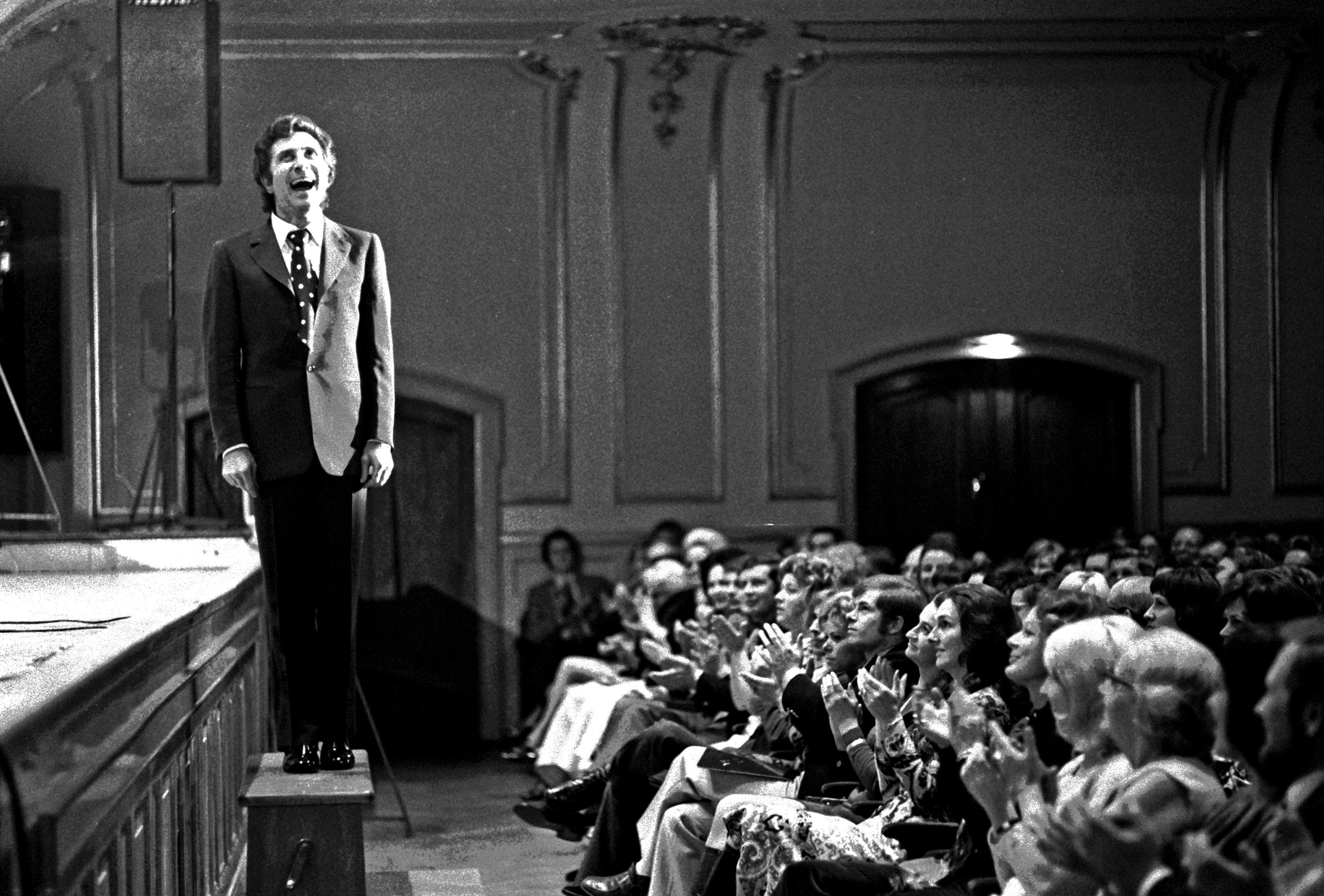
Gilbert Bécaud in der Musikhalle Hamburg, 1971

Ab 1955 arbeitete Bécaud auch als Schauspieler – u. a. war er 1957 an der Seite von Caterina Valente im Musikfilm Casino de Paris zu sehen – und komponierte Filmmusiken. Da Bécaud besser singen und komponieren als Texte schreiben konnte, kooperierte er mit den französischen Textdichtern Pierre Delanoë, Louis Amade und Vidalin. Ab Ende der 1950er Jahre trat Bécaud weltweit im Rahmen von Konzerttourneen auf. Zu Beginn einer Konzertreise durch Westdeutschland wurde ihm Anfang Oktober 1973 von Bundespräsident Gustav Heinemann das Bundesverdienstkreuz erster Klasse verliehen. Die letzte große Welttournee führte ihn 1998 nach Kanada. Becauds L’opéra d’Aran (Die Oper von der Insel Aran. Drame lyrique in zwei Akten; Libretto von Jacques Emmanuel nach Louis Amade und Pierre Delanoë) kam am 25. Oktober 1962 im Théâtre des Champs-Élysées in Paris unter der musikalischen Leitung von Georges Prêtre zur Uraufführung.
Becauds Lied Le jour où la pluie viendra wurde ein Nummer-eins-Hit in Großbritannien als The Day the Rains Came von Jane Morgan und in Deutschland als Am Tag, als der Regen kam von Dalida.
Bis zum Ende der 1990er Jahre veröffentlichte er regelmäßig neue Alben. Er sang einige seiner größten Erfolge, darunter Nathalie, auch auf Deutsch.

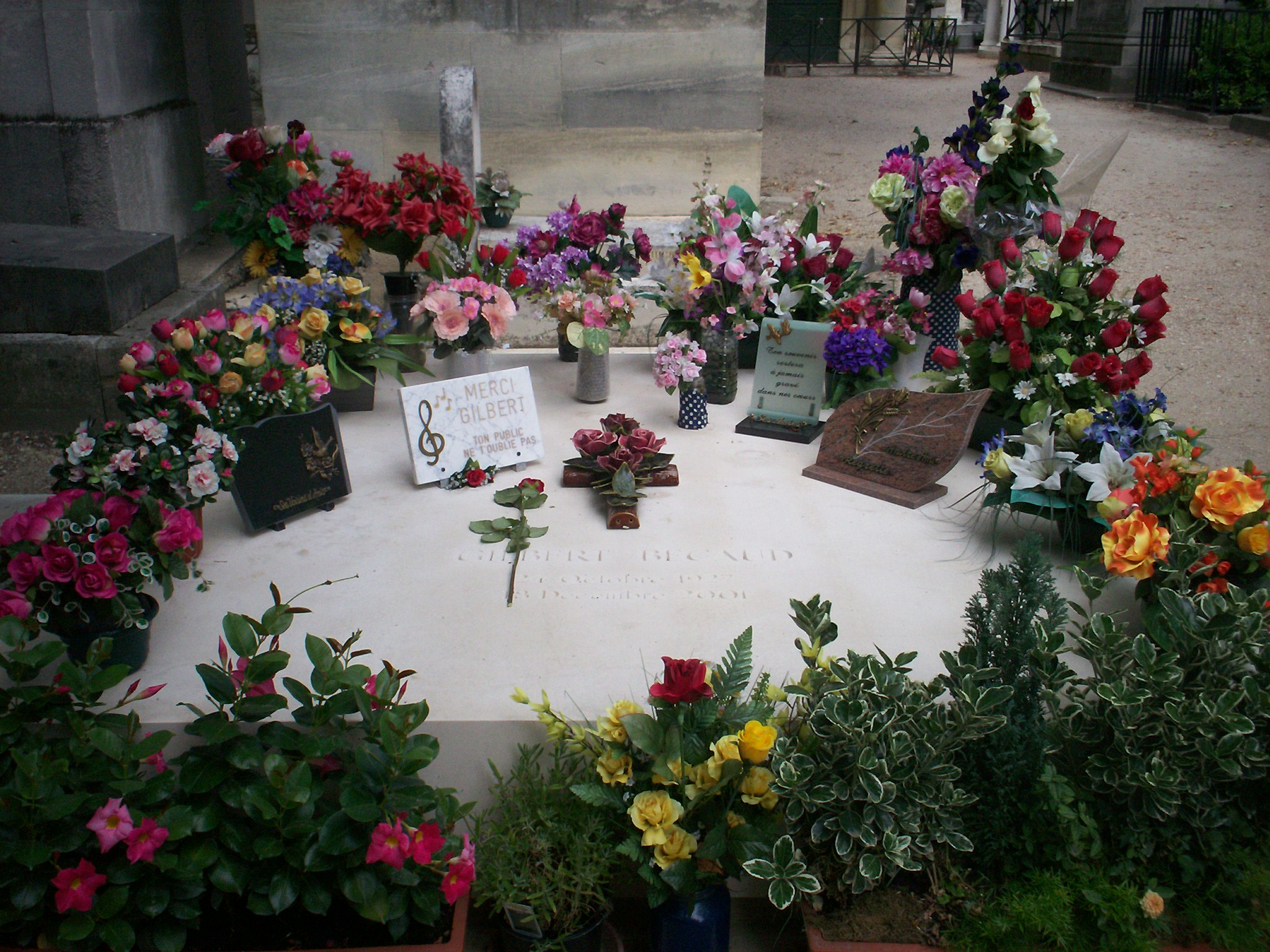
Grab auf dem Friedhof Père-Lachaise, 2006

Die letzten Konzerte gab Bécaud am 24. März 2001 in Lille und am 15. Juli 2001 in Freiburg im Breisgau. Mehr als 50 Jahre hatte Bécaud auf der Bühne gestanden, bevor er am 18. Dezember 2001 auf seinem Hausboot „Aran“ auf der Seine in Paris an Lungenkrebs starb. Er wurde auf dem Friedhof Père-Lachaise beerdigt. Nach seinem Tod veröffentlichte sein Sohn Gaya zwei Alben mit bisher unveröffentlichten Titeln und neuen Versionen bekannter Bécaud-Titel.
Ab 2001 erschienen zudem etliche Best-of-Kollektionen. 2011 veröffentlichte EMI Le coffret essentiel, eine Box mit zwölf Originalalben sowie einem umfangreichen Booklet. Ebenfalls bei EMI erschien parallel das deutsche Best-of mit dem Titel Unsterblich – seine besten Chansons. 2012 brachte Sony Music ebenfalls ein Best-of auf den Markt: drei CDs mit vielen Liveaufnahmen aus den 1990er Jahren sowie etlichen Studioaufnahmen.
Seine Frau Kitty Bécaud veröffentlichte 2011 die Biografie ihres Mannes mit dem Titel Bécaud – La première idole.

## Diskografie

### Alben
| Jahr | Titel                         | Höchstplatzierung, Gesamtwochen, AuszeichnungChartplatzierungen (Jahr, Titel, Platzierungen, Wochen, Auszeichnungen, Anmerkungen) | Höchstplatzierung, Gesamtwochen, AuszeichnungChartplatzierungen (Jahr, Titel, Platzierungen, Wochen, Auszeichnungen, Anmerkungen) | Anmerkungen |
| Jahr | Titel                         | FR | DE | Anmerkungen |
| ---- | ----------------------------- | --- | --- | ----------- |
| 1966 | Gilbert Becaud ’66            | — | DE37 (4 Wo.)DE |             |
| 1967 | Gilbert Bécaud ’67            | — | DE18 (24 Wo.)DE |             |
| 1967 | Monsieur 100.000 Volts        | — | DE15 (12 Wo.)DE |             |
| 2001 | BécOlympia                    | FR92 (2 Wo.)FR | — |             |
| 2002 | Große Erfolge, große Chansons | — | DE79 (3 Wo.)DE |             |
| 2002 | Nouvel album                  | FR3 Gold · (14 Wo.)FR | — |             |
| 2002 | L’Olympia                     | FR100 (7 Wo.)FR | — |             |
| 2005 | Suite                         | FR122 (2 Wo.)FR | — |             |
| 2011 | Éternel                       | FR45 (11 Wo.)FR | — |             |
| 2015 | 20 chansons d’or              | FR105 (5 Wo.)FR | — |             |
| 2016 | Anthologie 1953-2002          | FR199 (1 Wo.)FR | — |             |
| 2021 | Je reviens te chercher        | FR67 (6 Wo.)FR | — |             |

grau schraffiert: keine Chartdaten aus diesem Jahr verfügbar
Weitere Alben
- 2006: Opération Premium Toupargel (FR: Gold)

### Singles
| Jahr | Titel Album                           | Höchstplatzierung, Gesamtwochen, AuszeichnungChartplatzierungen (Jahr, Titel, Album, Platzierungen, Wochen, Auszeichnungen, Anmerkungen) | Höchstplatzierung, Gesamtwochen, AuszeichnungChartplatzierungen (Jahr, Titel, Album, Platzierungen, Wochen, Auszeichnungen, Anmerkungen) | Höchstplatzierung, Gesamtwochen, AuszeichnungChartplatzierungen (Jahr, Titel, Album, Platzierungen, Wochen, Auszeichnungen, Anmerkungen) | Anmerkungen |
| Jahr | Titel Album                           | FR | DE | UK | Anmerkungen |
| ---- | ------------------------------------- | --- | --- | --- | ----------- |
| 1965 | Nathalie –                            | — | DE17 (22 Wo.)DE | — |             |
| 1974 | Ein bisschen Glück und Zärtlichkeit – | — | DE47 (1 Wo.)DE | — |             |
| 1975 | A Little Love and Understanding –     | — | — | UK10 (12 Wo.)UK |             |
| 2004 | L’orange –                            | FR89 (5 Wo.)FR | — | — |             |

grau schraffiert: keine Chartdaten aus diesem Jahr verfügbar
Weitere Singles
- Mes mains (1953)
- Je t’appartiens (1955)
- Les marchés de Provence (1957)
- Et maintenant (1961)
- Le jour où la pluie viendra (1957)
- Dimanche à Orly (1963)
- Au revoir (1963)
- L’Orange (1964)
- T’es venu de loin (1964)
- Quand il est mort le poète (1965)
- Seul sur son étoile (1966)
- L’important c’est la rose (1967) 
(deutsche Fassung: Überall blühen Rosen)
- Je reviens te chercher (1967)
- Monsieur Winter Go Home (1969)
- La solitude ça n’existe pas (1970)
- La maison sous les arbres (1971)
- Un peu d’amour et d’amitié (1972)
- L’indifférence (1977)
- C’est en septembre (1978)
- Désirée (1982)
- Le retour (1987)
- Avec vingt ans de moins (1989)
- Fais-moi signe (1989)
- Il est à moi (l’Olympia) (1993)
- De only you à maintenant (1995)
- Ensemble (1996)
- Faut faire avec (1999)
- Je partirai (2002)
- On marche (2002)
- C’est quoi le temps (2005)